# Cemal
Cemal ist ein türkischer männlicher Vorname arabischer Herkunft mit der Bedeutung „Schönheit“, „der Schöne“ oder auch „schönes Gesicht“.

## Namensträger

### Osmanische Zeit
- Cemal Azmi (1868–1922), osmanischer Politiker
- Cemal Pascha (1872–1922), osmanischer General und Politiker

### Vorname
- Cemal Kemal Altun (1960–1983), türkischer Asylbewerber in Deutschland
- Cemal Atakan (* 1978), türkischer Komiker und Fernsehmoderator
- Cemal Ener (* 1959), türkischer Lektor und literarischer Übersetzer
- Ulvi Cemal Erkin (1906–1972), türkischer Komponist
- Cemal Gürsel (1895–1966), türkischer General
- Cemal Kamacı (* 1943), türkischer Boxer
- Cemal Kütahya (1990–2023), türkischer Handball- und Beachhandballspieler
- Cemal Kutay (1909–2006), kurdischstämmiger türkischer Historiker und Schriftsteller
- Cemal Nebez (1933–2018), kurdischer Sprachwissenschaftler, Schriftsteller und Übersetzer
- Cemal Reşit Rey (1904–1985), türkischer Komponist
- Cemal Süreya (1931–1990), türkischer Dichter
- Cemal Tural (1905–1981), türkischer General
- Mehmet Cemal Yeşilçay (* 1959), türkischer Musiker

### Familienname
- Hasan Cemal (* 1944), türkischer Journalist und Schriftsteller